# مرکز دنیای من
مرکز دنیای من (آلمانی: Die Mitte der Welt) فیلمی در ژانر درام و رمانتیک است که در سال ۲۰۱۶ منتشر شد. از بازیگران آن می‌توان به لوئیس هافمن و نینا پرول اشاره کرد. داستان بر اساس رمان مرکز دنیا و دربارهٔ پسری به نام فیل است که عاشق همکلاس‌اش، نیکلاس می‌شود.